# Ōtomo no Nagatoko
Ōtomo no Nagatoko (大伴長徳, [???? - 651] Erro: {{japonês}}: texto da transliteração contém caractere não latino (pos 14) (ajuda), também conhecido como Makai Umayō ou Umakai), foi um nobre que viveu no Período Asuka da história do Japão.
Nagatoko era filho de Ōtomo no Kui e neto de Ōtomo no Kanamura, irmão do escritor Ōtomo no Makuta.
Por ter apoiado o Príncipe Naka-no-Ōe (futuro Imperador Tenji) durante o  o Incidente de Isshi , Nagatoko foi nomeado Udaijin em 649 no reinado de Jomei até 642, manteve o cargo no reinado da Imperatriz Kogyoku (642 - 645), e no reinado de Kōtoku até junho de 651 quando veio a falecer.

| Precedido por Soga no Kurayamada | 2º Udaijin (649 - 651) | Sucedido por Soga no Murajiko |